# Mimofalsoropica kaszabi
Mimofalsoropica kaszabi là một loài bọ cánh cứng trong họ Cerambycidae.